# 菲尔兹莫斯
菲尔兹莫斯是奥地利萨尔茨堡州蓬高地区圣约翰县的一个市镇。总面积75.71平方公里，总人口1390人，人口密度18.4人/平方公里（2005年）。